# Cơm Volga

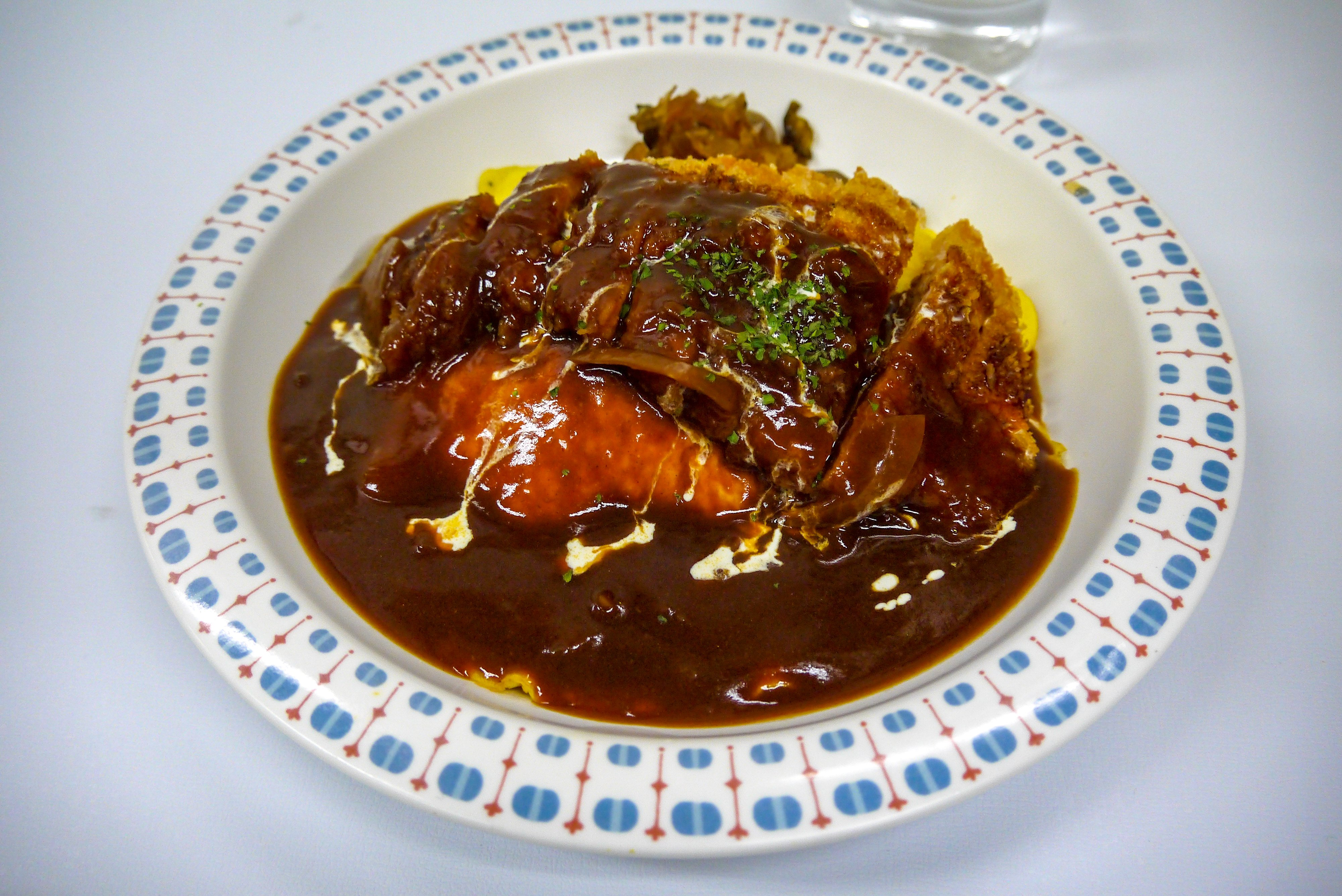
Một đĩa cơm Volga.

Cơm Volga (đôi lúc gọi là cơm Boruga) là món cơm chiên phổ biến ở Echizen, tỉnh Fukui, Nhật Bản. Đôi khi được phân loại là một trong Ba món ngon xứ Echizen cùng với oroshi soba và ekimae chuka soba, đây là một biến thể của omurice làm từ cơm chiên, sau đó phủ lên trên là trứng ốp lết và thịt lợn cốt lết vụn ; toàn bộ sau đó được phủ một lớp nước sốt đậm đà. Không có lời giải thích nào đủ chứng minh cho cái tên "cơm Volga", dù cho có nhiều giả thuyết khác nhau.